# Castello Grimaldi
Il castello Grimaldi (Chateau Grimaldi in francese) è una fortificazione situata nella cittadina francese di Cagnes-sur-Mer, nel dipartimento delle Alpi Marittime. Sorge nella parte alta del paese dominando l'intero abitato e la costa antistante. Classificato come monumento storico nel 1948, ospita al suo interno il Museo dell'Ulivo e la donazione Solidor, un'esposizione di ritratti della cantante Suzy Solidor.

## Storia
L'esistenza di un primo castello a Cagnes è attestato da un documento del 1033. Nel 1220, durante le lotte intestine ai signori della Provenza orientale, Romeo di Villanova s'impadronì della fortificazione e, dopo aver acquisito alcuni terreni vicini, fondò il villaggio di Villeneuve-Loubet. Trent'anni dopo le terre di Cagnes e Villeneuve furono annesse alla contea di Provenza.
L'attuale castello fu costruito nel 1309 su delle preesistenti rovine greche e romane come mera struttura difensiva da Ranieri Grimaldi, signore di Monaco e ammiraglio di Francia. L'edificio divenne così una delle proprietà del ramo dei Grimaldi conosciuto come d'Antibes. Il castello di Cagnes diventerà poi l'unica dimora dei Grimaldi d'Antibes dopo l'acquisto da parte del re Enrico IV di Francia della cittadina di Antibes. Verso il 1620 Giovanni Enrico Grimaldi diede il via ad una serie di lavori che trasformarono l'edificio in un'elegante residenza signorile. Vennero infatti aggiunti degli scaloni, delle logge affacciate sul cortile interno, mentre la sala delle udienze venne decorata con l'affresco la caduta di Fetonte da Giulio Benso. Con lo scoppio della Rivoluzione francese i Grimaldi fuggirono da Cagnes alla volta della vicina Nizza. Salvatore Gaspare Grimaldi, ultimo dei Grimaldi d'Antibes si rifugerà poi a Genova sino alla fine dei suoi giorni. Dopo gli eventi rivoluzionari il castello fu convertito in caserma subendo danni.
Nel 1875 il castello venne acquistato da un privato che lo sottopose ad una serie di restauri. Nel 1937 fu acquisito dal comune di Cagnes-sur-Mer e nove anni dopo alcune sue sale furono convertite in museo.

## Descrizione
Il dongione è ornato con merli e piombatoi e presenta due piani di loggiati porticati con uno scalone monumentale a doppia rampa. Le sale di ricevimento testimoniano un'influenza barocca legata alla Contea di Nizza.
Al piano terra, sette sale bassi e voltati danno accesso ad un patio triangolare con archi e colonnine marmoree in cui si trova un albero del pepe di duecento anni.